# Calvaire de Colmar
Le calvaire de Colmar est un monument historique situé à Colmar, dans le département français du Haut-Rhin.

## Localisation
Il se situe au 135, rue du Ladhof à Colmar.

## Historique
À l'origine, il se trouvait devant la chapelle du vieux cimetière de la ville, à côté de la collégiale Saint-Martin. À la suite de la construction du corps de garde, il est transféré au nouveau cimetière Sainte-Anne en 1576. Il prend sa place définitive en 1805.
Trois personnages bibliques sont présents :
- le Christ ;
- la Vierge : sur son socle on peut lire la date de 1517, probablement la date de décès de son auteur[1] ;
- saint Jean : d'une hauteur de 1,90 m[1].

L'auteur de cette œuvre n'a pu être établi avec certitude : Hans Bongartz ou Jörg Müglich.
Le calvaire fait l'objet d'une inscription au titre des monuments historiques depuis le 16 octobre 1930.